# Mechtilde Lichnowsky
Pour les articles homonymes, voir Arco-Zinneberg.
Œuvres principales
Gott Betet (1918)
Mechtilde Lichnowsky, aussi Mechtild Lichnowsky, née le 8 mars 1879 au château de Schönburg, aujourd'hui dans la commune de Pocking en Allemagne et morte le 4 juin 1958 à Londres, est un écrivain représentant de l’expressionnisme littéraire allemand.

## Biographie
Mechtilde Lichnowsky est la fille du comte Max von und zu Arco-Zinneberg. En 1904, elle épouse le prince Karl Max von Lichnowsky, ambassadeur d'Allemagne à Londres (1912/14). Fréquentant des artistes, par exemple Oskar Kokoschka qui peint son portrait, elle publie dans des revues et des anthologies expressionnistes, Die weißen Blätter, Zeit-Echo. Mechtilde Lichnowski est l'amie de Rainer Maria Rilke et de Karl Kraus.
En 1928, son mari meurt. Elle vit au Cap d'Ail en France et se remarie avec un officier anglais, le major Ralph H. Peto. Opposante à Hitler, elle ne peut émigrer et vit de 1939 à 1942 à Munich. Son second mari meurt en 1945, mais elle émigre l'année suivante en Angleterre.
L'oeuvre de Mechtilde Lichnowsky est publié en 2022. Un roman en langue française, "La chair faite verbe", reste inédit.

## Ouvrages
- 1912, Könige und Tiere in Ägypten
- 1915, Ein Spiel von Tod, théatre pour marionnettes, Kurt Wolff Verlag
- 1915, Der Stimmer, nouvelle, Kurt Wolff Verlag
- 1918, Gott Betet, Der jüngste Tag, Kurt Wolff Verlag
- 1921, Geburt, roman, Erich Reiss Verlag
- 1928, Das Rendez-Vous im Zoo, nouvelle
- 1936, Der Lauf der Asdur, roman, S. Fischer Verlag

## Sources
- (de) Mechtilde Lichnowsky, Werke, Vienne, Zsolnay Verlag, 2022.
- (de) Heinz Schöffler, Der jüngste Tag. Die Bücherei einer Epoche, Francfort, Verlag Heinrich Scheffler, 1970.